# Dissenzienti inglesi

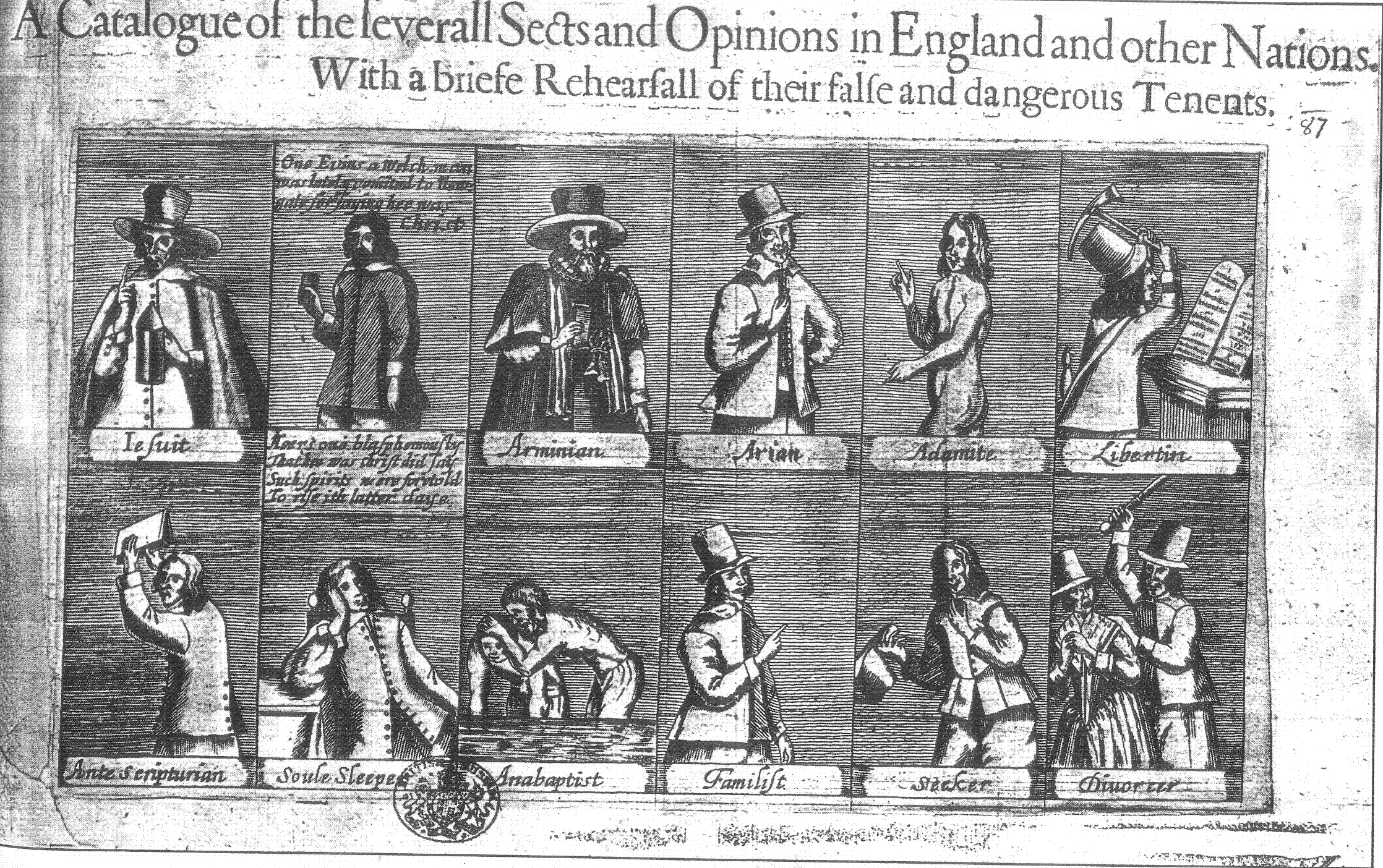
Un manifesto catalogo dei dissenzienti nel 1647

I dissenzienti (dissidenti) inglesi erano cristiani che si separarono dalla Chiesa d'Inghilterra tra i secoli  XVI, XVII, XVIII.
Promotori di un'ampia portata della riforma protestante, ebbero una breve vittoria sotto Oliver Cromwell. 
All'affermazione del Re Giacomo I d'Inghilterra, VI di Scozia, "nessun vescovo, nessun re", Oliver Cromwell reagì abolendoli entrambi e istituendo il Commonwealth d'Inghilterra.
Dopo la restaurazione della Monarchia nel 1660, l'episcopato fu ristabilito e molti diritti dei dissenzienti limitati; l'Atto di uniformità del 1662 richiedeva l'ordine sacro anglicano per tutto il clero e molti si ritirarono dalla chiesa di Stato. Questi ministri e i loro seguaci divennero noti come "non conformisti", anche se in origine questo termine si riferiva al rifiuto di usare certe regole e cerimonie della Chiesa d'Inghilterra, piuttosto che la separazione da essa.
I Dissenzienti si opposero contro l'ingerenza dello Stato in materia religiosa e fondarono proprie comunità, con  chiese e istituti scolastici autonomi; alcuni emigrarono nelle Americhe, lasciando una forte impronta sullo sviluppo religioso dei futuri Stati Uniti.